# Daniel Wladimirowitsch Schitomirski
Daniel Wladimirowitsch Schitomirski (russisch Даниэль Владимирович Житомирский; auch Daniėl Vladimirovič Žitomirskij), (* 9. Dezemberjul. / 22. Dezember 1906greg. in Pawlohrad; † 27. Juni 1992) war ein sowjetischer Musikwissenschaftler und Musikkritiker aus der heutigen Ukraine, der später in Moskau wirkte.

## Leben
Daniel Schitomirski studierte am Konservatorium Charkiw Musiktheorie bei Semjon Bogatyrjow und am Moskauer Konservatorium Komposition bei Nikolai Schiljajew sowie Musikgeschichte bei Michail Iwanow-Borezki. Er war ein ausgewiesener Fachmann für den Komponisten Robert Schumann und generell für die Musikästhetik der Deutschen Romantik. Schitomirski arbeitete auch intensiv über die Komponisten der Sowjetära, hier insbesondere über Dmitri Schostakowitsch. 1966 erhielt Schitomirski den Robert-Schumann-Preis der Stadt Zwickau. Schitomirski hat eine äußerst umfangreiche Schumann-Briefausgabe von nahezu 1.100 Briefen in russischer Übersetzung herausgegeben. Im Rahmen der ersten stalinistischen Kulturkampagne von 1936/37 gegen den „Formalismus“ in der Musik verunglimpfte Schitomirski das Werk des ukrainischen Komponisten Borys Ljatoschynskyj. Ljatoschynskyj berichtet dies in seinem Briefwechsel mit dem sowjetischen Komponisten Reinhold Glière.

## Schriften
- Daniel Shitomirski: Blindheit als Schutz vor der Wahrheit: Aufzeichnungen eines Beteiligten zu Musik und Musikleben in der ehemaligen Sowjetunion. Hrsg.: Ernst Kuhn. Kuhn, Berlin 1996, ISBN 3-928864-18-1 (Autobiografie).